# Замок стояка тертя
Замок стояка тертя (рос. замок стойки трения, англ. friction prop lock, нім. Reibungsstempelschloss n) — у гірничій техніці — пристрій для фіксації висувної частини стояка при встановленні кріплення та створенні робочого опору стояка за рахунок розвантаження від тиску при витягуванні кріплення.
Складається з корпуса, самозатяжного клину, проміжних пластинок, горизонтального клину, штиря і пружини. При забиванні клину відбувається фіксація висувної частини стояка за рахунок сили тертя в замку. Опускання висувної частини стояка відбувається з постійним опором, створюваним силою тертя в замку. Для витягування стояка вибивається клин і звільнюється її висувна частина.